# Krtonožka
Krtonožka (Gryllotalpa, kde gryllus je cvrček, talpa krtek) je rod rovnokřídlého hmyzu. Tento rod obsahuje přes 50 druhů, z nich v ČR žije krtonožka obecná (Gryllotalpa gryllotalpa).
Krtonožky rozrývají půdu a žerou hmyz a jeho larvy. Mohou působit škody na rostlinách, jimiž se živí nebo kterým poškodí kořínky při vyhrabávání zemních chodeb.